# Armania robusta
Armania robusta är en myrart som beskrevs av Gennady M. Dlussky 1983. Armania robusta ingår i släktet Armania och familjen myror. Inga underarter finns listade.